# Frankie Newton
William Frank Newton (genannt Frankie Newton, * 4. Januar 1906 in Blacksburg bei Emory, Virginia; † 11. März 1954 in New York) war ein US-amerikanischer Jazz-Trompeter des Swing.

## Leben
Frankie Newton tourte mit dem Orchester von Lloyd W. Scott und zog 1927 nach New York. Hier war er 1929/30 bei Cecil Scott und in den 1930er Jahren bei Elmer Snowden (1931), Chick Webb, Sam Wooding, 1933 bis 1935 bei Charlie Johnson, 1936/7 bei Teddy Hill, 1937 bei John Kirby und 1937/8 bei Lucky Millinder. Danach leitete er eigene kleine Combos in New York (u. a. im Onyx Club) und Boston, mit denen er auch aufnahm und wo er u. a. mit James P. Johnson (1944/5), Sid Catlett (1947) und Edmond Hall spielte. Er nahm auch mit Mary Lou Williams, Willie The Lion Smith, Teddy Wilson, Charlie Barnet, Mezz Mezzrow, Buster Bailey und Big Joe Turner auf. 1948 vernichtete ein Zimmerbrand seine Trompete und seine Habseligkeiten; 1950 hatte er einen letzten Auftritt in Bostons Savoy-Club, zog sich danach aus gesundheitlichen Gründen aus dem Musikgeschäft zurück und malte. Er engagierte sich in Jazz-Workshops für minderbemittelte Jugendliche und war früh auf Seiten der Bürgerrechte aktiv. Das Spiel von Newton wurde von Louis Armstrong und Dizzy Gillespie bewundert. Der mit ihm befreundete Jazz-Kritiker Nat Hentoff, der ihn häufiger in Boston sah, urteilte über ihn, dass er nur von Miles Davis in der „intimen Ausdrucksfähigkeit seines lyrischen Balladenstils“ erreicht wurde.
Er begleitete Bessie Smith in ihren letzten Aufnahmen im November 1933, Maxine Sullivan in ihrem Hit „Loch Lomond“ und Billie Holiday zu „Strange Fruit“ im Café Society 1939 (Aufnahmen bei Commodore).
Politisch war Newton als Kommunist bekannt. Als Anerkennung für ihn wählte der marxistische Historiker Eric Hobsbawm das Pseudonym Francis Newton, um seine Jazzkritiken in der Zeitschrift The New Statesman und sein 1959 erschienenes Buch The Jazz Scene zu veröffentlichen.

## Diskographische Hinweise
- Frankies Jump (Affinity, 1937–39) mit Pete Brown, James P. Johnson, Tab Smith
- Frankie Newton 1937–1939 (Classics) mit Edmond Hall, Mezz Mezzrow, Russell Procope, Tab Smith, Albert Ammons, Meade Lux Lewis, Al Casey, John Kirby, Cozy Cole, Sid Catlett, Slim Gaillard
- Billie Holiday: The Complete Commodore Recordings